# Радзинский, Олег Эдвардович
Олег Эдвардович Радзинский (род. 11 июля 1958‚ Москва) — советский диссидент, впоследствии предприниматель и писатель; сын драматурга Эдварда Радзинского и внук советского драматурга и писателя Станислава Радзинского; также внук детской писательницы Лии Гераскиной.

## Биография
Родился в 1958 году в семье известного писателя и драматурга Эдварда Радзинского и актрисы Аллы Гераскиной, дочери детской писательницы Лии Гераскиной. Родители развелись, когда он был ребёнком. Отчим — сценарист Рустем Губайдулин. После окончания школы поступил на Филологический факультет МГУ, а после его окончания в аспирантуру университета.
Ещё будучи студентом, он организовал копирование и распространение «самиздата», а в 1982 году принял участие в деятельности Группы за установление доверия между СССР и США.
26 октября 1982 года он был арестован по статье 70 Уголовного кодекса РСФСР «Антисоветская агитация и пропаганда». В октябре 1983 года был осуждён к одному году строгого режима и пяти годам ссылки. После года пребывания в Лефортовском следственном изоляторе отбывал ссылку сначала в Томской области на лесоповале, а затем, после болезни, в городе Киржач Владимирской области.
В 1987 году в рамках проводимой М. С. Горбачёвым политики либерализации и сближения с Западом был вместе с другими советскими диссидентами помилован специальным указом Президиума Верховного Совета и фактически выслан из страны. Поселившись в США, поступил в Колумбийский университет, где в 1991 году получил степень магистра в области международных финансов. Работал в США трейдером и инвестиционным банкиром. В 1997 году был назначен управляющим директором российского отделения австрийского инвестиционного банка Кредитанштальт и переведён из Нью-Йорка в Москву. В 2002 году снова вернулся в Россию и до 2006 года являлся главой Совета директоров компании Rambler Media Group.
В настоящее время проживает с семьёй в Лондоне, где занимается литературной деятельностью.
Является управляющим директором британской некоммерческой организации «Настоящая Россия».
1 сентября 2023 года Министерством юстиции России внесён в список физических лиц «иностранных агентов».

## Личная жизнь
Женат, четверо детей.

## Произведения
- Сборники рассказов «Посещение» (2000) и «Иванова свобода» (2010)[7].
- Романы «Суринам» (2008)[8][9][10] и «Агафонкин и время» (2014)[11][12][13].
- Книга воспоминаний «Случайные жизни» (2018)[14][15][16][17].
- Радзинский О. Боги и лишние: неГероический эпос. М.: АСТ; CORPUS, 2022. — 448 с. роман (по факту книга вышла в декабре 2021 года)[18].
- Роман «Покаянные дни», Book Club BAbook, 2024. Электронная, бумажная и аудиокнига[19].

## Награды и премии
- Роман «Агафонкин и время» — шорт-лист премии Аркадия и Бориса Стругацких (2014)[20]
- Премия Новые горизонты за 2015 год за роман «Агафонкин и время».